# Recep Çetin
Recep Çetin (Sakarya, 1 de octubre de 1965) es un ex futbolista turco. Se desenvolvía como lateral derecho y fue internacional por la selección de Turquía.
Debutó en 1984 en el Samsunspor y cuatro años después fue contratado por el Beşiktaş, donde asumió la titularidad durante más de una década y con el que ganó todos sus títulos: cuatro ligas, cuatro copas nacionales y cuatro supercopas. En cuanto a su carrera internacional, disputó 56 partidos oficiales y fue convocado a la Eurocopa de 1996.

## Trayectoria
Recep Çetin se formó como futbolista en las categorías juveniles del Sakaryaspor, el principal equipo de su provincia. En 1984, con 19 años, se marchó al Boluspor y firmó su primer contrato profesional. En las cuatro temporadas que permaneció con ellos, logró el ascenso a primera división en la temporada 1985-86 y consolidó su posición en el lateral derecho.
Para la temporada 1988-89 fue traspasado al Beşiktaş y asumió de inmediato la titularidad, en un equipo entrenado por el británico Gordon Milne. En su debut ganó una copa nacional y al año siguiente fue parte del histórico triplete de 1990 con liga, copa y supercopa. Además se convirtió en un miembro fijo de la selección de Turquía desde 1988 hasta 1997 y llegó a disputar la Eurocopa de 1996.
En las diez campañas que permaneció con la entidad blanquinegra, ganó un total de cuatro ligas (1989-90, 1990-91, 1991-92, 1994-95), cuatro copas (1988-89, 1989-90, 1993-94, 1997-98), cuatro supercopas y dos copas del primer ministro. Por ello está considerado allí uno de sus futbolistas más relevantes en la década de 1990.
Para la temporada 1998-99, el técnico John Benjamin Toshack dejó de alinearle en el once titular y Çetin se marchó al Trabzonspor, donde volvió a coincidir con Gordon Milne. Pero su etapa duró solo un curso, el mismo tiempo que el inglés permaneció al frente del equipo. Al año siguiente recaló en el modesto Istanbulspor, jugó dos campañas y se retiró en 2001 a los 36 años.